# Hilara theodori
Hilara theodori är en tvåvingeart som beskrevs av Chvala 2008. Hilara theodori ingår i släktet Hilara och familjen dansflugor.
Artens utbredningsområde är Israel. Inga underarter finns listade i Catalogue of Life.